# Loi 178
Pour les articles homonymes, voir Loi modifiant la Charte de la langue française.
La Loi modifiant la Charte de la langue française (appelée « loi 178 ») est une loi modificatrice québécoise, présentée par le gouvernement Bourassa.
La loi visait à répondre au jugement Ford c. Québec rendu par la Cour suprême du Canada.

## Origine de la loi
Le 28 décembre 1984, la Cour supérieure du Québec invalide les dispositions de la Charte de la langue française faisant du français la seule langue de l'affichage public et commercial au Québec, soutenant que ces dispositions violent la liberté d'expression consacrée dans la Charte québécoise des droits et libertés de la personne. Quatre ans plus tard, le 15 décembre 1988, un arrêt de la Cour suprême du Canada confirme le jugement. Selon la Cour suprême, le gouvernement québécois a le droit d'imposer l'usage du français dans la province, mais ne peut interdire l'anglais, car la liberté d'expression, y compris dans le discours commercial, est garantie par la Charte canadienne des droits et libertés et la Charte québécoise des droits et libertés de la personne. 
En réponse au jugement, le gouvernement Bourassa II s'appuie immédiatement sur la clause nonobstant de la Constitution canadienne de 1982 pour adopter la loi 178, Loi modifiant la Charte de la langue française, qui maintient l'interdiction jugée inconstitutionnelle par la Cour suprême. La clause nonobstant permet en effet de déroger à la Charte canadienne des droits et libertés par un acte législatif, mais cette dérogation ne peut durer plus de cinq ans. Une fois ce délai écoulé, le 22 décembre 1993, la loi 178 ne sera pas reconduite et devient donc caduque. Elle sera remplacée par la loi 86 le 17 juin 1993.

## Conséquences politiques
L'adoption de la loi 178 provoqua un fort mécontentement au Canada anglais et parmi la minorité anglo-québécoise. Les anglophones du Québec traditionnellement acquis aux libéraux, opposés à la politique linguistique du gouvernement de Robert Bourassa votèrent en majorité pour les nouveaux Parti Égalité et Parti Unité, qui se voulaient les défenseurs de la minorité de langue anglaise, aux élections générales québécoises de 1989. Quatre députés du Parti Égalité furent élus dans des circonscriptions fortement anglophones de l'ouest de l'Île de Montréal, Richard Holden dans Westmount, Gordon Atkinson dans Notre-Dame-de-Grâce, Robert Libman dans D'Arcy McGee et Neil Cameron dans Jacques-Cartier. Le Parti Unité ne parvint à faire élire de députés, mais réalisa quelques scores honorables en  région, notamment dans l'Outaouais et sur la Rive-Sud de Montréal. C'est une des rares fois dans l'histoire politique du Québec, avec l'élection générale québécoise de 1976 où une partie d'entre eux, opposée à la Loi 22 du premier gouvernement de Robert Bourassa avait voté pour les nationalistes conservateurs de l'Union nationale, que les Anglo-Québécois n'ont pas majoritairement porté leurs suffrages sur les libéraux provinciaux.

## Contestation devant le Comité des droits de l'homme de l'ONU
Dans l'affaire Ballantye, la Loi 178 a été contestée devant le Comité des droits de l'homme de l'ONU. 9), M. John Ballantyne et Mme Elizabeth Davidson vendaient des vêtements et  tableaux à une clientèle anglophone et ils ont toujours utilisé des affiches en anglais. Le Comité de l'ONU décide qu'il y a une violation de l'article 19 du Pacte international relatif aux droits civils et politiques et que l'affichage commercial est protégé en vertu de ce traité. Il s'agit toutefois d'un avis à portée symbolique puisque les décisions internationales n'ont pas la force exécutoire comme les décisions judiciaires de droit national.